# Dr. Jekyll and Mr. Hyde (película de 1920)
Dr. Jekyll and Mr. Hyde (en España, El hombre y la bestia; en México, El doctor y el monstruo) es una película de terror estadounidense de 1920 dirigida por John S. Robertson y con John Barrymore, Brandon Hurst y Martha Mansfield como actores principales. El guion, escrito por Clara Beranger, está basado en la obra de teatro de 1887 de Thomas Russell Sullivan que adapta la novela de Robert L. Stevenson El extraño caso del doctor Jekyll y el señor Hyde.

## Trama
En el Londres de finales de la época victoriana, Henry Jekyll es un idealista doctor en medicina que se dedica a la investigación. Uno de sus compañeros científicos es el doctor Richard Lanyon, con quien posee discrepancias respecto a la forma de ejercer la profesión. Jekyll es además filántropo, por lo que mantiene una clínica gratuita en que atiende a personas de escasos recursos. El protagonista está comprometido con una joven llamada Millicent, hija del aristócrata Sir George Carew. A pesar de su intachable conducta, Carew desconfía de Jekyll, considerando que "ningún hombre es tan bueno como parece" y durante la conversación después de una cena, señala que no debería negar sus impulsos para destruirlos, sino que es necesario sucumbir a las tentaciones de vez en cuando.
Para probar su punto, Carew lleva a Jekyll a un cabaret. Allí conoce a Gina, una bailarina italiana que trabaja en el local. Cuando la mujer intenta besar a Jekyll, él la rechaza y se va del cabaret. La experiencia en el cabaret hace que Jekyll se dé cuenta de sus propios bajos instintos, los que no había experimentado antes. El científico se propone trabajar en un método que permita separar las dos naturalezas del hombre en cuerpos distintos, con el objetivo de poder experimentar los impulsos más bajos y mantener intacta el alma.
Tras días de mucho trabajo de ensayo y error en el laboratorio, Jekyll logra crear una pócima. Al probarla, el científico se transforma tanto física como psicológicamente en un ser horrible y malvado que se hace llamar Edward Hyde. Para pasar de una personalidad a otra, Jekyll crea un antídoto, y utilizando su nuevo alter ego para sumergirse en el libertinaje y vicios, comienza una vida literalmente doble: médico caballeroso y compasivo de día, y una criatura lujuriosa y jorobada por la noche, cuando se adentra en las partes más sórdidas de Londres para frecuentar bares, salas de music hall y fumaderos de opio. Alquila una pequeña habitación amueblada en el Soho y lleva a vivir allí a Gina, pero cuando se cansa de su compañía, la obliga a irse. Con el fin de no levantar sospechas, Jekyll le dice a su sirviente Poole que Hyde es un "amigo" suyo, y que pasará algunos días en la casa. En el caso de que algo inesperado le ocurriera, el científico escribe un testamento en el que estipula que sus bienes pasarán a ser de su amigo Hyde.
El tiempo pasa y Jekyll intenta renunciar a su alter ego, pero en un momento de debilidad vuelve a transformarse en Hyde, que se ha vuelto cada vez más fuerte y físicamente más horrible. Esto provoca que el científico descuide su relación con Millicent, lo que preocupa a la joven. Carew, que sospecha de la amistad entre Jekyll y Hyde, va a visitar al científico para saber qué está ocurriendo. En la calle cercana, se encuentra con Hyde rodeado por una turba furiosa porque acaba de derribar y pisotear a un niño pequeño. El bruto, como compensación, ofrece un sustancioso cheque al padre del pequeño herido. Carew se da cuenta de que es la letra y firma de Jekyll y confronta a Poole, que le cuenta la historia. Mientras, Jekyll recupera su forma en el laboratorio justo cuando entra Carew, que exige saber su conexión con Hyde, amenazando con romper su compromiso con su hija si no contesta a sus preguntas. La conversación entre ambos pasa a ser una discusión, y en un ataque de ira Jekyll se transforma en su alter ego ante la presencia de Carew, que horrorizado, huye al patio, donde Hyde lo ataca con su propio bastón y lo asesina a golpes, huyendo posteriormente a su apartamento en el Soho, donde destruye toda evidencia que lo pueda vincular con Jekyll. Después de apenas evitar a la policía, el asesino llega a su laboratorio, donde toma el antídoto y vuelve a ser el doctor.
Los días pasan y mientras Millicent lamenta el asesinato de su padre, la policía aún no ha podido encontrar al asesino de Carew, que fue identificado como Hyde por la servidumbre de la casa. Una mañana, Jekyll durante una pesadilla comienza a transformarse lentamente en Hyde, sin haber tomado la pócima. Dado que se le acabó el ingrediente necesario para preparar el antídoto y no ha podido conseguirlo en todo Londres, el científico no puede volver a la normalidad, permaneciendo encerrado en el laboratorio agobiado por la situación y por los recuerdos de los crímenes cometidos. Finalmente, Millicent va a verlo y cuando llama a la puerta, Jekyll comienza a transformarse en Hyde. Antes de abrir, toma el veneno de un anillo antiguo que le quitó a Gina. La deja entrar, y completamente convertido en Hyde cierra la puerta y la estrecha entre sus brazos. De repente, empieza a convulsionar y ella sale corriendo del laboratorio. Sus gritos atraen a Poole, y a los viejos amigos de Jekyll, Lanyon y Utterson. El doctor Lanyon entra en el laboratorio y encuentra el cadáver de Hyde, muerto en el sillón y ve cómo su apariencia cambia a la de Jekyll. Al observar el anillo abierto, se da cuenta de que se ha suicidado. Lanyon decide ocultar el secreto a Millicent, diciéndole que Hyde ha matado a su enamorado.

## Reparto
- John Barrymore: Dr. Henry Jekyll / Mr. Edward Hyde
- Brandon Hurst: Sir George Carew.
- Martha Mansfield: Millicent Carew.
- Charles Willis Lane: Dr. Richard Lanyon.
- George Stevens: Poole.
- Nita Naldi: Gina.
- Louis Wolheim: Dueño del cabaret.
- Cecil Clovelly: Edward Enfield.
- J. Malcolm Dunn: John Utterson.
- Julia Hurley: casera de Edward Hyde (sin acreditar)

## Producción

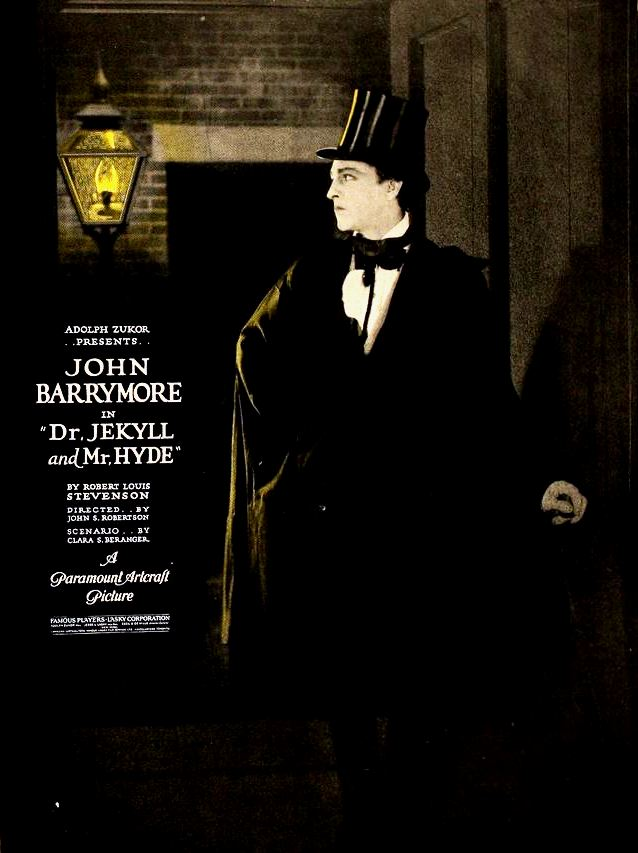
Un anuncio impreso de la película, con el apuesto y "bueno" doctor Jekyll.

En la primera transformación de Jekyll no se utilizaron maquillaje ni trucos de cámara. La escena, que muestra al científico cubriendo su cara para luego revelar el rostro de Hyde, fue realizada gracias a la habilidad de John Barrymore para cambiar sus rasgos faciales. Cuando luego pasa de Hyde a Jekyll, se puede ver uno de los dedos protésicos de Hyde salir despedido, debido a las bruscas convulsiones de Barrymore. En las siguientes escenas en que aparece Hyde se agregaron algunos elementos a través de maquillaje, como su cabeza puntiaguda y dientes con sobremordida.
Después de la muerte de Nita Naldi en 1961, The New York Times informó en su obituario, que fue John Barrymore quien obtuvo el papel para ella en la película, después de descubrirla en el Winter Garden Theatre de Manhattan.

## Diferencias entre guion y novela
- El personaje de la prometida Millicent Carew no aparece en la novela de Stevenson, si no en la versión teatral de 1887 de Thomas Russell Sullivan. Esta versión cinematográfica de 1920 añade además a una atractiva cabaretera para incluir un matiz lujurioso en la personalidad de Hyde, que Stevenson no menciona en la novela.

- El guion de Clara Beranger se alejó más de la novela de Stevenson que todas las versiones cinematográficas anteriores, describiendo a Jekyll como un joven apuesto, casto, desinteresado y caritativo, de una belleza física casi apolínea (aprovechando el propio atractivo de Barrymore). Incluso en ciertos momentos, se produce un efecto de halo luminoso a su alrededor. En la novela, Jekyll es un hombre mucho mayor, que se ha entregado a algún placer culpable y es engañoso con sus amigos.

- Beranger también hace que Hyde se transforme en el guapo Jekyll tras morir envenenado, su perfil es mostrado en un primer plano beatífico, insinuando que se ha redimido a través del suicidio. En la novela, Stevenson hace que Jekyll muera como Hyde, permaneciendo en esa forma condenatoria.

- Troy Howarth señala que esta fue la primera versión que elevó al personaje de George Carew a un papel prominente en la trama, convirtiéndolo básicamente en una variante del Lord Henry Wotten de El retrato de Dorian Gray de Oscar Wilde: unos canallas sofisticados con un punto de vista cínico, tentando al protagonista a la ruina. Al convertir a Jekyll en un "peón manipulable", los realizadores lo hacen "menos responsable de sus propias acciones y destino" y "más comprensivo".

- Otra influencia de El retrato de Dorian Gray se observa en la forma en que Beranger hace que Hyde se convierta en un monstruo cada vez más inhumano a medida que comete un acto malvado tras otro. Aunque ya desde el principio es deforme, aún no ha desarrollado la cabeza puntiaguda, cabello ralo y sobremordida que exhibe al final.[4]

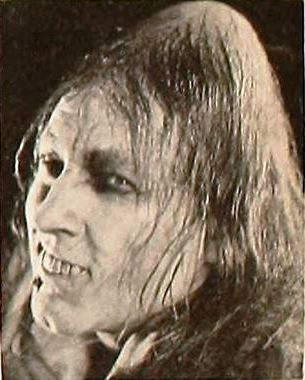
Hyde, fotograma publicado en el artículo sobre la película en la revista Motion Picture Classic, el 24 de abril de 1920.

## Recepción
La película fue un éxito de crítica y público, destacando especialmente la actuación de John Barrymore, aunque el crítico Frederick James Smith de Motion Picture Classic advertía a los lectores de que la apariencia de Hyde era la más terrorífica hasta entonces vista en una pantalla. Otras revistas también expresaron su preocupación de que la audiencia, y especialmente los niños, fueran expuestos a una trama tan "morbosa" y al "macabro" aspecto del actor.

## Formato doméstico y en la cultura popular
La película fue lanzada en VHS por Thorn EMI Video en junio de 1982. Fue editada en DVD por Kino on Video en octubre de 2001.
Fotogramas del personaje de Hyde aparecen en los videoclips de las canciones Under Pressure del álbum Hot Space (1982) del grupo Queen, y Dragula del álbum Hellbilly Deluxe (1998) del cantante Rob Zombie.